# Pseudophilautus sirilwijesundarai
Pseudophilautus sirilwijesundarai es una especie de anfibio anuro de la familia Rhacophoridae.

## Distribución geográfica
Esta especie es endémica de Sri Lanka. Habita en el Pico Santuario del desierto entre los 1600 y 1700 m sobre el nivel del mar en el Macizo Central.

## Descripción
El macho mide 22 mm y la hembra 32 mm.

## Etimología
Esta especie lleva el nombre en honor a Siril Wijesundara.

## Publicación original
- Wickramasinghe, Vidanapathirana, Rajeev, Ariyarathne, Chanaka, Priyantha, Bandara & Wickramasinghe, 2013: Eight new species of Pseudophilautus (Amphibia: Anura: Rhacophoridae) from Sripada World Heritage Site (Peak Wilderness), a local amphibian hotspot in Sri Lanka. J Threatened Taxa, vol. 5, n.º 4, p. 3789-3920[3]